# Angela McCluskey
Pour les articles homonymes, voir McCluskey.
Angela McCluskey, née à Glasgow le 28 février 1960 et morte le 14 mars 2024, est une auteure-compositrice-interprète écossaise.

## Biographie
Installée en Californie, elle se produit en solo ou avec le groupe Wild Colonials (en). Elle a également travaillé à plusieurs reprises avec le groupe Télépopmusik. 
Elle est mariée à Paul Cantelon.

## Discographie
- The Things We Do (2004)
- Angela McCluskey EP (2004)
- You Could Start a Fight in an Empty House (Bernadette, 2009)
- Handle with Grace EP (Bernadette, 2010)
- Here Comes the Sun (Bernadette, 2011)
- Lambeth Palace EP (Believe, 2012)